# 카일 슈미드
카일 슈미드(Kyle Schmid, 1984년 8월 3일 ~ )은 캐나다의 배우이다.

## 출연 작품
- 우정의 스트라이크
- 10 미니츠 곤 - 그리핀 역